# Chauraha
Chauraha è un film del 1994 diretto da Sadaqat Hussain.

## Colonna sonora
1. Alisha Chinai – Lal Lal Tere Gaal
2. Alka Yagnik, Vinod Rathore – I Love You
3. Amit Kumar – Zara Dekh To Peechhe
4. Amit Kumar, Kavita Krishnamurthy – Yeh Kaisa Pyar Hai
5. Suresh Wadkar, Sadhana Sargam – Mujhe Apni Bahon Me Lelo